# Eugène Rouillard
Nicolas-Olivier-Eugène Rouillard (né le 4 juin 1851 à Québec et mort le 16 octobre 1926 dans la même ville) est un notaire, journaliste, fonctionnaire, auteur et géographe. On se souvient de lui particulièrement pour son travail de pionnier de la toponymie du Québec.

## Biographie
Il épouse Orpha Myrand le 10 janvier 1881 à Québec. Ils ont 7 enfants.

### Notariat
Il fait son droit à l'Université Laval de 1872 à 1875 et est admis à la pratique du notariat en 1876. Il a un bureau dans le quartier Saint-Roch jusqu'en 1884.

### Journalisme
En 1876, il fonde le journal Le Nouvelliste avec J.C. Gingras, homme d’affaires : il en est le rédacteur en chef et le copropriétaire jusqu'en 1886. Il passe alors au Canadien de 1886 à 1888, puis à L'Événement de 1889 à 1891, comme rédacteur en chef. En 1892, c'est au Matin qu'il est secrétaire de rédaction pendant quelques mois. Dans les pages de ces périodiques, il rédige quelque 600 articles sur un éventail de sujets, accordant à l’occasion un appui indéfectible au Parti conservateur.

### Fonctionnariat
Il travaille pour le gouvernement fédéral de 1881 à 1893, comme commissaire des recensements et examinateur à la fonction publique fédérale. En 1892, il est fait greffier de la couronne en chancellerie au gouvernement du Québec, puis nommé inspecteur des agences des terres et des bois de la Couronne de la province de Québec (1894-1905). Ensuite, il devient secrétaire des ventes des terres. Il a l’occasion de visiter les terres de colonisation et s’intéresse à la géographie des lieux, aux ressources naturelles (faune, hydroélectricité), aux rivières, aux moyens de communications et à la toponymie. À cette époque, il fait paraître quelques monographies sur la colonisation.

### Toponymie
La province de Québec le délègue à la Commission géographique du Canada de 1907 à 1920 en tant qu’inspecteur des agences des terres et des bois de la Couronne au département des Terres et Forêts.
Par ailleurs, lors du 1er Congrès de la langue française au Canada qui a lieu à Québec en 1912, alors que l’Abitibi et la Haute-Mauricie sont explorés et colonisés, on se préoccupe de la place et de la qualité du français dans la toponymie de ces régions, notamment. Rouillard a l’idée de la création par le Québec de la Commission géographique de la province de Québec (département de la Colonisation, des Mines et des Pêcheries) dont il est le président de 1912 à 1915, puis secrétaire jusqu’en 1920. Sa tâche est la création de nouveaux noms de lieux et de faire le ménage dans la toponymie des documents officiels du gouvernement : multiples dénominations d’un même lieu, double emploi des toponymes, orthographe aléatoire. Deux parutions synthétisent les avancées dans ce domaine : le Dictionnaire des rivières et lacs de la province de Québec (1914; rééd. 1925) et la Nomenclature des noms géographiques de la province de Québec (1916).
« [...] il aura surtout contribué à faire connaître notre pays au point de vue géographique, surtout sur ses épellations et appellations les plus propres», écrit un contemporain.
Son œuvre n’est pas à l’abri de la critique, comme le souligne Le Devoir, qui le cite :  « N’accepter qu’avec la plus grande circonspection les noms sauvages, élaguer ceux dont la prononciation est difficile et l’orthographe douteuse. » Ainsi, à propos du nom algonquin du lac Canamableacossa, en Mauricie, « on a substitué à ce nom peu réconfortant celui de lac Goulet, du nom d’un colon de l’endroit ».

### Autres contributions
Il est membre fondateur de la Société de parler français au Canada en 1902, pour laquelle il écrit des articles dans le bulletin de la société et fait paraître Noms géographiques de la province de Québec et des provinces maritimes empruntés aux langues sauvages [...] (1906).
En 1907, il devient membre de la Société de géographie de Québec et redonne vie au bulletin de cette société.

## Honneurs
La France lui accorde le titre d’officier d’académie en 1912. Admis en 1915 à la Société royale du Canada, il en préside la section française en 1918. En 1916, l’Université Laval lui remet un doctorat honoris causa.
Une place porte son nom dans le quartier Ahuntsic-Cartierville à Montréal. À Longueuil, ce sont une rue et un parc. Deux lacs québécois le rappellent : l’un dans le Nord-du-Québec et l’autre, sur la Côte-Nord. Il n'existe aucun toponyme à son nom dans sa ville natale.

## Bibliographie

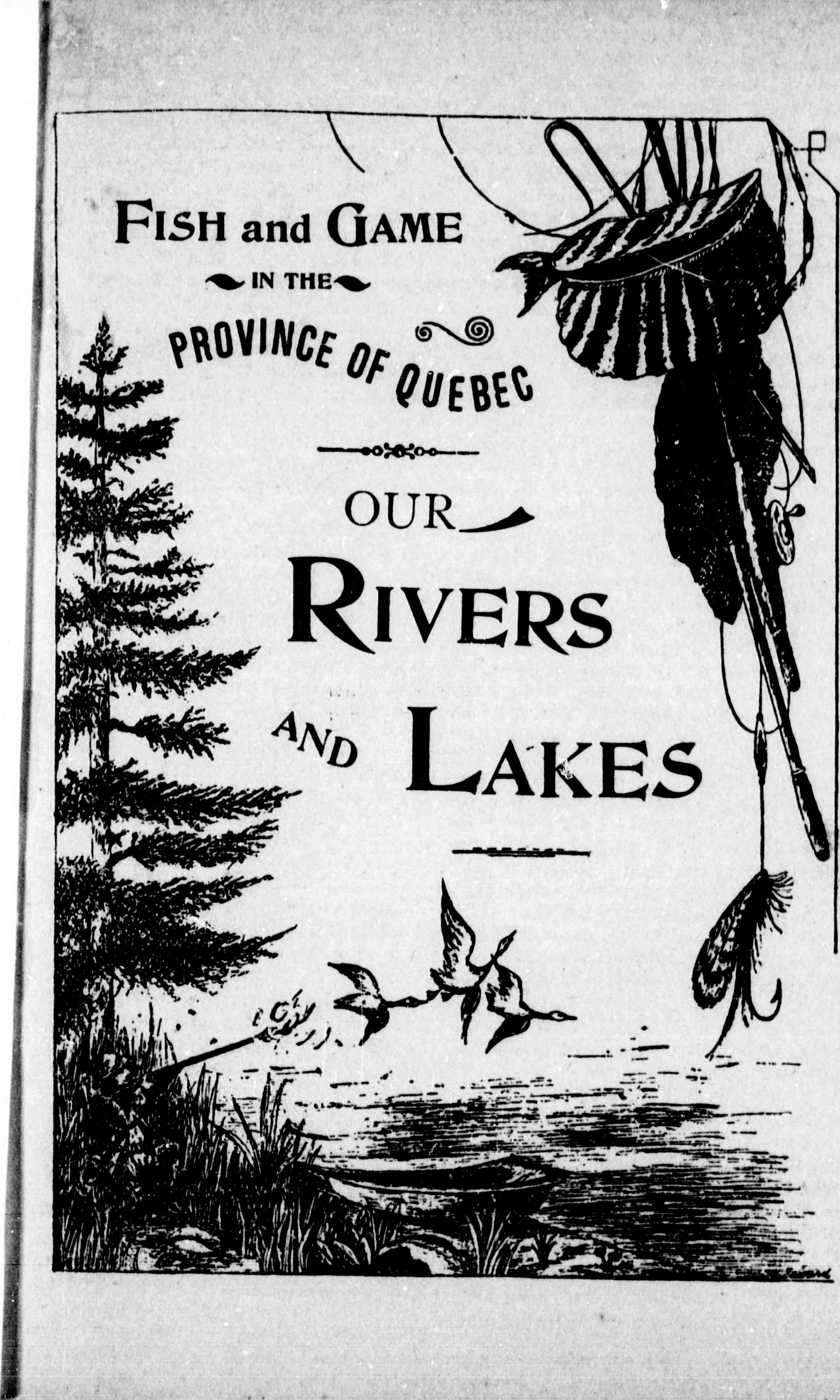
Our Rivers and Lakes, Fish and Games in the Province of Quebec

## Sources
- Bisson, Marie-Ève, Cent ans de gestion toponymique au Québec : évolution de la pratique toponymique au Québec, Barcelone, 24e Congrès international des sciences onomastiques (CISO), 2011, 13 p.[10]
- Deshaies, Laurent, « Rouillard, Eugène », dans Dictionnaire biographique du Canada, vol. 15, Université Laval/University of Toronto, 2003 [11].
- Fortin, Jacques, Cent ans de gestion toponymique au Québec : le nom de lieu, signature du temps et de l’espace : Commission de toponymie, 1912-2012, Québec, Commission de toponymie du Québec, 2012., 32 p.[12]